# Palau de Raga
El Palau de Raga és un edifici que va pertànyer primer als Martínez de Raga, originaris de la vila d'Alpont, i va ser reedificat al segle xix pels seus nous propietaris els marquesos de González de Quirós, cognom Vallier, les armes del qual romanen en les dues portes de llinda.
La mansió forma cantonada als carrers de Baix i de l'Hostal de Morella, sent el seu estil neoclàssic, d'ordre geganta. El material de la façana és rajola arrebossada i pintada. En el seu interior destaca una escala del mateix estil i un arc carpanell, petri, resta de l'antiga casa.

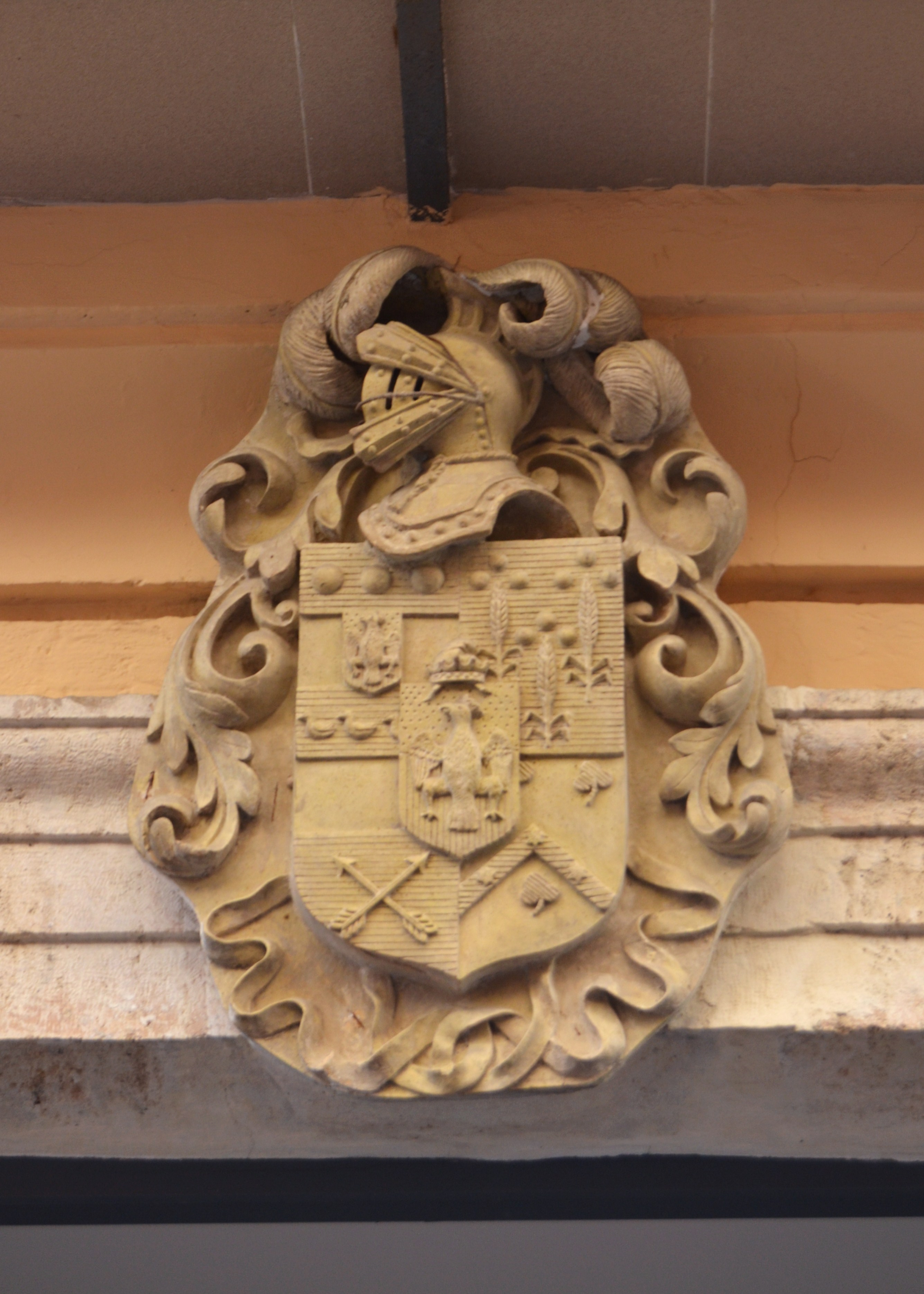
Detall de l'escut en la part central de la llinda de la porta principal.

Edifici de considerables dimensions proveït de jardí posterior que li confereix una independència de la resta de les edificacions de l'entorn. La seua grandària és el resultat, sovint habitual, de l'enderrocament de diverses cases, circumstància que li va permetre disposar de diferents façanes amb heterogènies orientacions i llums. La seva façana principal va canviar el seu aspecte inicial pel que té a hores d'ara, amb l'estil acadèmic propi de finals del segle xix, on s'instal·len les dues portes iguals dels accessos. Intervenció atribuïda a l'arquitecte Salvador Monmeneu Escrig.
L'horitzontalitat perllongada queda fragmentada mitjançant les pilastres d'ordre jònic, recurs ornamental que li confereix ritme i elegància. De l'edifici primitiu sol s'ha conservat la referida façana principal, a la qual se li ha adossat un nou edifici destinat a residència de la 3ª edat, segons projecte de l'arquitecta Cristina Grau, que va triar una solució neutra basada en els volums prismàtics, amb seriats i ponderats buits, el ritme només s'interromp en la seva trobada amb el gran mur interior de vidre, que recull la llum nord i gaudeix de l'antic jardí, també conservat.

## Història
Antic palau pertanyent als Martínez de Raga, situat sobre un solar irregular. Disposa en la part posterior d'un espai enjardinat, amb arbres centenaris i consta de planta baixa amb semisoterrani i entresol i dos pisos alts. Va ser redissenyat en 1840 per l'arquitecte Salvador Monmeneu Escrig a requeriment dels seus nous propietaris els Vallier, més tard marquesos de González de Quirós. La façana principal és d'estil neoclàssic, fragmentada verticalment mitjançant enormes pilastres jòniques i amb dues portes bessones d'entrada, de llinda i amb escut nobiliari dels citats marquesos.
Durant gran part de la segona meitat del segle xx va ser utilitzat com a col·legi teresià i en l'actualitat és un centre de dia i residència de tercera edat de la Generalitat Valenciana. La intervenció de rehabilitació arquitectònica va ser realitzada per Cristina Grau.